# Průmyslová zóna Ciporit
Průmyslová zóna Ciporit (hebrejsky אזור תעשייה ציפורית‎, ezor ta'asija Ciporit) je průmyslová zóna v severním Izraeli, v Dolní Galileji.
Nachází se přibližně 6 km severně od Nazaretu, 2 km severozápadě od města Kafr Kana a 2 km východně od vesnice Hoša'aja na západním okraji údolí Bik'at Tur'an. Podél její severní strany prochází dálnice číslo 77. Severozápadně od zóny stojí obec Rumat al-Hejb.
Zóna je administrativně začleněna pod správu města Nazaret Ilit. Má plochu zhruba 2000 dunamů (200 ha), přičemž v 3. a 4. etapě zde má přibýt dalších přibližně 400 ha. Byla zřízena počátkem 90. let 20. století. Proti jejímu vzniku protestovali někteří obyvatelé okolních obcí.